# Wonder (Nevada)
Wonder é uma  cidade fantasma no condado de Churchill a 63 quilómetros a este da cidade de Fallon , no estado do Nevada, Estados Unidos.

## História
Wonder foi fundada em maio de 1906 quando prospetores oriundos de  Fairview descobriram ricos veios de quartzo num depósito a norte da Montanha Chalk. Como foi típico da era da segunda "febre da prata" no Nevada, centenas de pessoas deslocaram-se para o local e nasceu a vila de Wonder.
O jornal Wonder Mining News começou a publicar anúncios em agosto  e muito brevemente a vila já tinha estação de correios. Nos fins de 1906, Wonder estava em pleno, tinha uma linha férrea ligando  Fairview e Fallon e diversos tipos de lojas, escritórios, depósito de mercadorias, restaurantes, hotéis, pensões e saloons. Foram formados em Wonder  vários negócios relacionados com as minas, mas o maior montante foi conseguido pela Nevada Wonder Mining Company. Com a ajuda de capitais originários do leste dos Estados Unidos as operações daquela companhia mineira produziu os maiores rendimentos em prata e ouro das minas e em 1913 foi construída um engenho numa encosta a leste da vila. onde o minério iria sendo processado.
Durante 11 anos Wonder foi uma ativa e animada vila mineira, mas os veios nas minas não correram indefinidamente minério. e em 1919 estavam esgotado e a vila começou a mergulhar lentamente na obscuridade.A estação de  correio encerrou e muitos dos negócios foram transferidos para outros campos mineiros. Houve uma reativação da atividade mineira na década de 1930, mas foi teve duração efémera. Na atualidade, os únicos vestígios daqueles tempos são o engenho mineiros e fundações.

## Depósito mineiros
Os veios de ouro e prata de Wonder eram formados por quartzo, ortoclase e uma rocha vulcânica brechada . Os minérios que estavam contidos principalmente como finas disseminações dentro dos veios, incluem acantita (mineral de sulfeto de prata de baixa temperatura) ouro e vários haletos de prata.

## Nativos famosos
- Eva Adams (1908-1991), uma das mulheres mais importantes e influentes do estado do Nevada, no século XX, nasceu em Wonder.